# IC 4696
IC 4696 est une vaste galaxie spirale située dans la constellation du Paon. Sa vitesse par rapport au fond diffus cosmologique est de 4 671 ± 7 km/s, ce qui correspond à une distance de Hubble de 68,9 ± 4,8 Mpc (∼225 millions d'al). Cette galaxie a été découverte par l'astronome américain DeLisle Stewart en 1901.
Les avis diffèrent sur la classification d'IC 4696, spirale ordinaire selon  Wolfgang Steinicke, spirale intermédiaire selon le professeur Seligman et la base de données NASA/IPAC et finalement spirale barrée selon la base de données HyperLeda. 
La classe de luminosité d'IC 4696 est II-III et elle présente une large raie HI.
À ce jour, 14 mesures non basées sur le décalage vers le rouge (redshift) donnent une distance de 52,121 ± 7,321 Mpc (∼170 millions d'al), ce qui est à l'intérieur des valeurs de la distance de Hubble. Notons cependant que c'est avec la valeur moyenne des mesures indépendantes, lorsqu'elles existent, que la base de données NASA/IPAC calcule le diamètre d'une galaxie et qu'en conséquence le diamètre d'IC 4696 pourrait être d'environ 65,1 kpc (∼212 000 al) si on utilisait la distance de Hubble pour le calculer.

## Groupe d'IC 4765
Selon A. M. Garcia IC 4696 fait partie du groupe d'IC 4765. Ce groupe de galaxies renferme au moins 31 membres dont trois du New General Catalogue et 19 de l'Index Catalogue.